# Слободка (Буда-Кошелёвский район)
Слободка (бел. Слабодка) — деревня в Рогинском сельсовете Буда-Кошелёвского района Гомельской области Белоруссии.

## География
В 20 км на северо-восток от районного центра и железнодорожной станции Буда-Кошелёвская (на линии Жлобин — Гомель), 47 км от Гомеля.
На востоке и западе граничит с лесом.

## Транспортная сеть
Транспортные связи по просёлочной дороге, затем по шоссе Довск — Гомель. Планировка состоит из короткой прямолинейной широтной улицы, застроенной деревянными домами усадебного типа.

## История
Основана в начале XX века. В 1909 году являлась фольварком с 495 десятинами земли, мельницей, в Староруднянской волости Рогачёвского уезда Могилёвской губернии.
В начале 1920-х годов переселенцы с соседних деревень построили здесь, на бывших помещичьих землях, свои усадьбы. В 1929 году жители деревни вступили в колхоз. На фронтах Великой Отечественной войны погибли 17 жителей. В 1959 году в составе совхоза «Дербичи» (центр — деревня Дербичи).

## Население
- 1909 год — 1 двор, 9 жителей.
- 1959 год — 131 житель (согласно переписи).
- 2004 год — 15 хозяйств, 20 жителей.
- 2018 год — 2 жителя.

## Достопримечательность
- Воинское захоронение погибших в период Великой Отечественной войны